# Túpac Amaru (película)
Túpac Amaru es una película peruana de 1984 dirigida por Federico García Hurtado y protagonizada por Reynaldo Arenas, que narra la vida y muerte del líder revolucionario americano del siglo XVIII Túpac Amaru II. Este biopic ha sido galardonada con premios cinematográficos internacionales.

## Sinopsis
Los tributos excesivos, la mita y los abusos de los encomenderos españoles son las principales causas de la gran revolución liderada por el cacique José Gabriel Tupaq Amaru Noguera, la cual estalla en el paraje de Wanqoraqay en el actual distrito de Yanaoca en Canas el 4 de noviembre de 1780. La sublevación indígena se inicia cuando el corregidor Antonio de Arriaga es apresado y ejecutado, y concluye con la captura y muerte de Túpac Amaru, sus familiares y principales capitanes en la plaza principal de Cuzco.

## Reparto
- Reynaldo Arenas: José Gabriel Condorcanqui
- Zuly Azurín: Micaela Bastidas
- Cesar Urueta: José Antonio de Areche
- Enrique Almirante: Juan Manuel Moscoso y Peralta
- Daniel Mena: Antonio de Arriaga
- Frank González: Miguel Montiel
- Luis Castro: Diego Ortigoza
- Guido Guevara: Mateo Pumacahua
- Zulema Arriola: Cecilia Tupac Amaru
- Cecilia Granadino: Tomasa Tito Condemayta
- Francisco León: Juan Antonio de Figueroa
- Elmo Hernández: Juez
- Pablo Fernández: Arcediano Simón Ximénez Villalba

## Producción
A fines de la década de 1970, se había anunciado una película sobre Túpac Amaru a cargo del productor estadounidense Arthur Gorson, con Marlon Brando en el rol protagónico junto a Jane Fonda y Melina Mercouri haciendo de Tomasa Tito Condemayta y Micaela Bastidas respectivamente. Sin embargo, dicho proyecto no se concretó.
El productor ejecutivo de la película fue Ernesto Leistenschneider, quien logró asegurar su financiamiento.[cita requerida] La película fue filmada en Lima y Cuzco, en un rodaje que duró cerca de un año, y se estrenó en la capital peruana el 27 de septiembre de 1984, donde permaneció tres meses en cartelera.

## Premios
| Año  | Lugar                                                              | Premio                                                                          | País        | Ref.   |
| ---- | ------------------------------------------------------------------ | ------------------------------------------------------------------------------- | ----------- | ------ |
| 1984 | Festival Internacional del Nuevo Cine Latinoamericano de La Habana | Premio Saúl Yelín del Comité de Cineastas de América Latina                     | Cuba        | [ 12 ] |
| 1985 | Bienal de Bogotá                                                   | Bochica de Oro                                                                  | Colombia    | [ 12 ] |
| 1986 | Festival de Cine de Londres                                        | Mención de honor                                                                | Reino Unido | [ 12 ] |
| 1986 | Festival Internacional de Cine de Tokio                            | Mención entre "las diez películas más representativas del cine latinoamericano" | Japón       | [ 13 ] |